# 城ヶ崎祐子
城ヶ崎 祐子（じょうがさき ゆうこ、1955年〈昭和30年〉2月28日 - ）は、日本のフリーアナウンサー。元フジテレビアナウンサー。秋田県秋田市生まれ。血液型はO型。趣味、特技はバレエとピアノ。

## 来歴・人物
東京都立西高等学校、東京外国語大学外国語学部英米語学科卒業。大学生時代はラグビー部のマネジャーだった（本人曰く「実質雑用係」）、大学卒業後、1977年フジテレビに報道局解説放送室付のリポーター（契約社員扱い）として入社。同期は益田由美、桜井郁子。1981年4月1日に編成局アナウンス部へ異動、正社員アナウンサーに昇格。フジテレビの先輩である田丸美寿々も同じ東京外国語大学外国語学部英米語学科出身である。
フジテレビ時代はニュースキャスターとして常に冷静な語り口が売りだった。一方バラエティ番組ではニュース同様の冷静な語り口で毒舌を吐くキャラが受け、『FNS1億2000万人のクイズ王決定戦』では先輩アナの逸見政孝との掛け合いなどが人気を集めたほか、『アインシュタイン』では後輩アナの松尾紀子とのコンビでカルト的な人気を得た。
1983年4月から1985年3月までと1993年4月から1996年3月までの計5年間ニューヨーク支社特派員となる。2度目のニューヨーク勤務から帰国した後は広報局に異動し、『るろうに剣心』『こちら葛飾区亀有公園前派出所』などアニメーション番組の広報を担当。1997年にフジテレビを退社。
フリー転向後は、NHK総合テレビで不定期に放送される星座に関するミニ番組「世界・星紀行」のナレーターや、保険会社メットライフ生命保険のCM出演などで活躍中。また、OGとして古巣フジテレビのアナウンススクール（アナトレ）講師も務めている。なお、遅くとも2014年秋頃まで共同テレビジョンに在籍してきたが、同社がタレントマネジメント事業を廃止したため、関連会社でもあるフォニックスに移籍した。

## フジテレビ時代の担当番組
| 期間           | 期間           | 番組名                                | 役職                 | 担当日     |
| -------------- | -------------- | ------------------------------------- | -------------------- | ---------- |
| 1978年10月2日  | 1980年3月28日  | 3時のあなた                           | 司会                 | 平日       |
| 1978年10月7日  | 1980年3月30日  | FNNテレビ土曜・日曜夕刊               | キャスター           | 休日       |
| 1980年3月31日  | 1983年3月25日  | FNNニュースレポート6:00               | レポーター           | 平日       |
| 1983年3月28日  | 1985年3月29日  | FNNモーニングワイド ニュース&スポーツ | おはようニューヨーク | 平日       |
| 1985年4月6日   | 1987年9月27日  | FNNスーパータイム                     | キャスター           | 休日       |
| 1987年10月1日  | 1988年3月31日  | FNNモーニングコール                   | 司会                 | 平日       |
| 1988年4月1日   | 1988年12月30日 | FNNスピーク                           | キャスター           | 金曜日     |
| 1989年1月4日   | 1989年3月10日  | FNNスピーク                           | キャスター           | 平日       |
| 1989年3月13日  | 1992年3月31日  | FNNスピーク                           | キャスター           | 月～木曜日 |
| 1992年4月1日   | 1993年3月31日  | FNNスピーク                           | キャスター           | 月～水曜日 |
| 1988年4月4日   | 1990年3月25日  | マーケティング天国                    | MC                   | 月曜日     |
| 1990年10月10日 | 1993年4月8日   | FNS1億2,000万人のクイズ王決定戦!      | 司会                 | （特番）   |
| 1990年10月10日 | 1991年9月11日  | アインシュタイン                      | MC                   | 水曜日     |
| 1993年4月1日   | 1996年3月29日  | FNNスーパータイム                     | FCIワールド          | 平日       |

## フリー転向後の出演番組
- 世界・星紀行、STサイクルビュー（NHK総合、不定期番組）
- サウンドトラベル（ニッポン放送、月 - 金　21：00 - 21：57）
- 完成!ドリームハウス（テレビ東京、不定期番組）
- いいものプレミアム（フジテレビ）
- 人生が変わる1分間の深イイ話（日本テレビ）月 21:00 - 21:54（ナレーション）
- 武田鉄矢の昭和は輝いていた (BS JAPAN) 金21:00 - 22:00（ナレーション）
- 林修のニッポンドリル（フジテレビ）（ナレーション）
- 日経プレミアム 工場へ行こうIII AMAZING FACTORY 毎週第一土曜日（テレビ愛知）（ナレーション）
- 上田若林の撮れ高（日本テレビ）不定期（ナレーション）

## エピソード
- 『FNNスーパータイム』を後輩の山中秀樹（現：フリーアナウンサー）と共に担当していた頃、山中が実年齢よりもはるかに老けて見えていたため、視聴者から「年上の男性に生意気な口をたたく小娘」「（城ヶ崎は）アナウンサーのくせに上司に対しての礼儀も知らないのか!」とよく誤解されていたという。